# Sleeping with a Friend
«Sleeping with a Friend» —en español: «Durmiendo con una amiga»— es una canción por el grupo de rock estadounidense Neon Trees. Fue grabado originalmente por la banda para su tercer álbum de estudio, Pop Psychology (2014). La canción fue lanzada como el primer sencillo de Pop Psychology el 11 de enero de 2014.

## Lista de canciones
Descarga digital

| N.º | Título                   | Duración |  |
| 1.  | «Sleeping with a Friend» | 3:48     |  |

## Personal
Neon Trees
- Tyler Glenn – voz principal, piano, sintetizador
- Christopher Allen – guitarra, coros
- Branden Campbell – bajo, coros
- Elaine Bradley – batería, coros

## Posicionamiento en listas

### Listas semanales
| Listas (2014)                             | Mejor posición |
| ----------------------------------------- | -------------- |
| Canadá (Canadian Hot 100)                 | 69             |
| Estados Unidos (Billboard Hot 100)        | 51             |
| Estados Unidos (Adult Contemporary)       | 26             |
| Estados Unidos (Mainstream Top 40)        | 26             |
| Estados Unidos Hot Rock Songs (Billboard) | 9              |
| Estados Unidos (Alternative Airplay)      | 12             |
| Estados Unidos (Adult Top 40)             | 7              |

## Historial de lanzamientos
| País           | Fecha               | Formato          | Discográfica    |
| -------------- | ------------------- | ---------------- | --------------- |
| Canadá         | 11 de enero de 2014 | Digital download | Mercury Records |
| México         | 11 de enero de 2014 | Digital download | Mercury Records |
| Estados Unidos | 11 de enero de 2014 | Digital download | Mercury Records |

| País           | Fecha                 | Formato de Radio                 | Discográfica                    |
| -------------- | --------------------- | -------------------------------- | ------------------------------- |
| Estados Unidos | 21 de enero de 2014   | Rock moderno / radio alternativo | Mercury Records, Island Records |
| Estados Unidos | 25 de febrero de 2014 | Radio hit contemporáneo          | Mercury Records, Island Records |